# Apatin
 Ovo je glavno značenje pojma Apatin. Za druga značenja pogledajte Apatin (razdvojba).
Apatin (njemački: Abthausen) je grad u Bačkoj (Vojvodina, Srbija), sjedište istoimene općine. 
Apatin je smješten u sjeverozapadnoj Bačkoj, na lijevoj obali Dunava. Teritorij općine Apatin zahvaća površinu od 333 četvorna kilometra, a graniči se s općinama Sombor i Odžaci, te Republikom Hrvatskom. Ostala naselja u općini su Kupusina, Prigrevica, Svilojevo i Sonta.

## Povijest
Nazvan po bivšoj Opatiji. Prvi povijesni spomen Apatina je 1350. godine. Kolonizacijom Nijemaca sredinom 18. stoljeća doživljava snažan rast. Bio je najveće njemačko naselje u Bačkoj. Poslije drugog svjetskog rata Nijemci su protjerani. Umjesto protjeranih Nijemaca dovedeni su srpski kolonisti iz Hrvatske, uglavnom iz Like.
Zbog protjerivanja Nijemaca župe Presvetog Srca Isusova i Uznesenja Marijina u Apatinu opustjele su.
Skupština općine Apatin dodjeljuje godišnju Listopadsku nagradu koja je priznanje najistaknutijim pojedincima i kolektivima za ostvarene rezultate u različitim oblicima društvenog djelovanja.

## Stanovništvo

### Etnički sastav 1910.[4]
| Nijemci | Mađari | Židovi | Srbi |
| ------- | ------ | ------ | ---- |
| 11.661  | 1061   | 126    | 71   |

### Etnički sastav 2002.
Prema popisu stanovništva iz 2002. godine općina Apatin imala je 32.813 stanovnika. Najbrojnije etničke skupine su:
- Srbi – 20.216,
- Mađari – 3785,
- Hrvati – 3766,
- Rumunji – 1191.

U apatinskoj općini u kategoriju „neopredeljeni“ upisalo se 1893 popisanih, a u kategoriju „nepoznato“ upisana je 70 osoba. Regionalnu pripadnost iskazalo je 59 stanovnika općine.
U gradu Apatinu živi 19.289 stanovnika, u Kupusini 2370, Prigrevici 4786, u Svilojevu 1354, dok u Sonti živi 4994 stanovnika.
Godine 2011. u Apatinu je živjelo 17.352 stanovnika.

## Poznate osobe
- Paul Abraham, mađarski skladatelj
- Nenad Medić, srpski pokeraš
- Ferenc Raichle, mađarski arhitekt
- Adolf Schiffer, češki čelist
- Lajos Szűcs, mađarski nogometaš
- Ervin Šinko, hrvatsko-mađarski književnik

## Gospodarstvo
U Apatinu je brodograđevna industrija, industrija namještaja, prehrambenih proizvoda, tekstila i užadi.

## Vanjske poveznice
- Općinska uprava općine Apatin (srpski jezik/latinica)